# Каморин, Андрей Анатольевич
Андре́й Анато́льевич Камо́рин (род. 12 января 1959, Москва) — российский журналист и телепродюсер, знаток Элитарного Клуба «Что? Где? Когда?».

## Карьера
Родился 12 января 1959 года в Москве. Окончил факультет международной журналистики МГИМО. С 1981 года корреспондент газеты «Известия». Работал на Кубе. В 1996—2001 годах сотрудник НТВ (в том числе в 1998—1999 годах исполнительный директор компании «НТВ-Кино». С 2001 года генеральный директор ООО «Новый русский сериал». С 2006 года генеральный директор ООО «Форвард-фильм».
Продюсер и сопродюсер сериалов «Агент национальной безопасности», «Дальнобойщики», «Дети Арбата», «Дети белой богини», «Каменская», «Тайны следствия», «Улицы разбитых фонарей-4», «Таксистка» и др.
Член СЖР. Член Российской Академии кинематографических искусств. Член Академии российского телевидения с 2007 года. Награждён Специальным призом и дипломом Международного Телекинофорума «Вместе» «За вклад в развитие телевизионного художественного искусства» (2004), а также Знаком общественного признания «Символ Свободы» в номинации «Просвещение» (2005).

## «Что? Где? Когда?»
В телеклубе «Что? Где? Когда?» активно играл с 1978 по 1986 год. Обладатель почётного звания «Лучший капитан Клуба». Капитан «сборной 70-х годов» в зимней серии игр 2000 года и летней серии игр 2001 года. В весенней серии 2010 года снова участвовал в качестве капитана команды.

## Семья
Женат, есть сын Максим (играл в «Что? Где? Когда?» в 2000 году в выпуске с детьми самых известных знатоков).

## Фильмография
- 1999 — Приключения в Изумрудном городе
- 2000 — Салон красоты
- 2001/2004 — Чёрный ворон
- 2002 — Тайны следствия 2
- 2003 — 2004 — Агент национальной безопасности (4-5 сезоны, 37-60 серии)
- 2003 — Не ссорьтесь, девочки!
- 2003 — Тайны следствия 3
- 2003 — Таксистка
- 2003 — Улицы разбитых фонарей 5
- 2003 — Чужое лицо
- 2003 — Я всё решу сама: Танцующая на волнах
- 2003 — Я всё решу сама: Голос сердца
- 2004 — Дети Арбата
- 2004 — Ментовские войны
- 2004 — Тайны следствия 4
- 2004 — Таксистка. Новый год по Гринвичу
- 2004 — Улицы разбитых фонарей 6
- 2005 — Авантюристка
- 2005 — Аэропорт
- 2005 — Тайны следствия 5
- 2005 — Таксистка 2
- 2005 — Тамбовская волчица
- 2005 — Улицы разбитых фонарей 7
- 2006 — Аэропорт 2
- 2006 — Защита Красина
- 2006 — Катерина
- 2006 — Контора
- 2006 — Расписание судеб
- 2006 — Тайны следствия 6
- 2006 — Таксистка 3
- 2006 — Телохранитель
- 2006/2007 — Улицы разбитых фонарей 8
- 2007 — Гончие
- 2007 — Эра Стрельца
- 2007 — Паутина
- 2007 — Попытка к бегству
- 2007 — Последнее путешествие Синдбада
- 2007 — Спецгруппа
- 2007 — Таксистка 4
- 2007 — УГРО. Простые парни
- 2008 — Автобус
- 2008 — Адреналин
- 2008 — Дети белой богини
- 2008 — Дорожный патруль
- 2008 — Защита Красина 2
- 2008 — Криминальное видео
- 2008 — Мамочка, я киллера люблю
- 2008 — Мент в законе
- 2008 — Ментовские войны 4
- 2008 — Паутина 2
- 2008 — УГРО. Простые парни 2
- 2008/2009 — Улицы разбитых фонарей 9
- 2009 — Тайны следствия 8
- 2009 — Телохранитель 2
- 2009 — Телохранитель 3
- 2009/2010 — Улицы разбитых фонарей 10
- 2010 — Цвет пламени
- 2011 — Улицы разбитых фонарей 11